# Canoës
Cet article possède un paronyme, voir Canoë (homonymie).
Canoës est un recueil de récits romancés de Maylis de Kerangal publié le 13 mai 2021 aux éditions Verticales.

## Écriture du livre
Canoës est un recueil de huit récits s'articulant autour d'une nouvelle centrale, intitulée Mustang – empruntant à la forme de la novella américaine –, liés entre eux par la thématique de la voix et l'hapax du mot titre « canoë » qui apparaît dans chacun d'eux. Maylis de Kerangal explique qu'il ne s'agit pas d'une collection de nouvelles écrites indépendamment les unes et autres et collectées au sein d'un livre, mais d'un ensemble de textes écrits à la suite les uns des autres, « comme des chapitres », durant la période allant de la fin avril 2020 à janvier 2021 afin de réunir des « textes qui tous se parlent entre eux, avec des effets de réverbération et de reflets ». C'est avant tout le « motif de la voix humaine » qui intéresse l'auteure, particulièrement dans le contexte de la pandémie de Covid-19 en France et des deux premiers confinements où la présence et le corps de l'autre disparaissent et que le seul lien qui reste est la parole,.
Les récits, toujours racontés à la première personne – « un “je” féminin dans sept cas sur huit » –, sont tous centrés sur des personnages féminins dont l'expérience de vie est le fruit d'une rencontre avec la narratrice, ou celle de la narratrice elle-même, présentant un certain parallèle avec Maylis de Kerangal qui a elle aussi connu l'expérience de l'expatriation à Golden dans le Colorado dans les années 1990,,. De fait, ce recueil marque une transition dans son œuvre avec un passage de la pure fiction à un travail d'écriture autobiographique postérieure aux faits, en particulier dans la nouvelle Mustang.
Le titre du roman, Canoës – le thème des embarcations étant récurrent dans l'œuvre de l'auteure –, s'est imposé après l'écriture de la nouvelle Ontario et la réalisation par l'écrivaine que dans la région des Grands Lacs en Amérique du Nord les canoës amérindiens étaient aussi des « contenants, reliant un point à un autre, et des porteurs de messages » pour communiquer sur de vastes territoires. Maylis de Kerangal explique également qu'elle les voit comme « des bouches ouvertes naviguant sur des ondes » – faisant là encore un parallèle avec la voix – et déclare aimer l'esthétique de l'objet et du mot avec son tréma.

## Résumé
- I. Bivouac

Alors que la narrratrice se fait prendre une empreinte dentaire, sa dentiste lui montre un moulage de mandibule humaine datant du Mésolithique, retrouvée lors de fouilles pratiquées rue Henry-Farman à Paris, près de l'héliport dans le quartier autour de la place Balard. L'association des trois noms lui rappelle des souvenirs d'adolescence lorsque, venant du Havre rendre visite à sa « tante Olive », elle habitait dans ce secteur et découvrait la vie parisienne et le début d'une vie d'adulte.
- II. Ruisseau et Limaille de fer

L'écoute d'une émission de radio animée par une voix de femme au timbre rauque fait remonter, chez la narratrice, le souvenir de Zoé, une amie des années d'études perdue de vue et retrouvée à intervalles de temps réguliers. Malgré ces intermittences, l'amitié intacte se manifeste à chaque fois par une reconnection immédiate des deux femmes lors de leurs retrouvailles. Cependant, au fil des années la voix de Zoé a changé, sous l'effet de la cigarette notamment, perturbant l'identité mémorielle que la narratrice avait d'elle, même si les souvenirs et les sentiments restent vifs. S'ensuit une réflexion sur le ton des voix des femmes qui se seraient abaissées dans les fréquences durant les dernières décennies, se rapprochant de celles des hommes en suivant les évolutions sociétales.
- III. Mustang

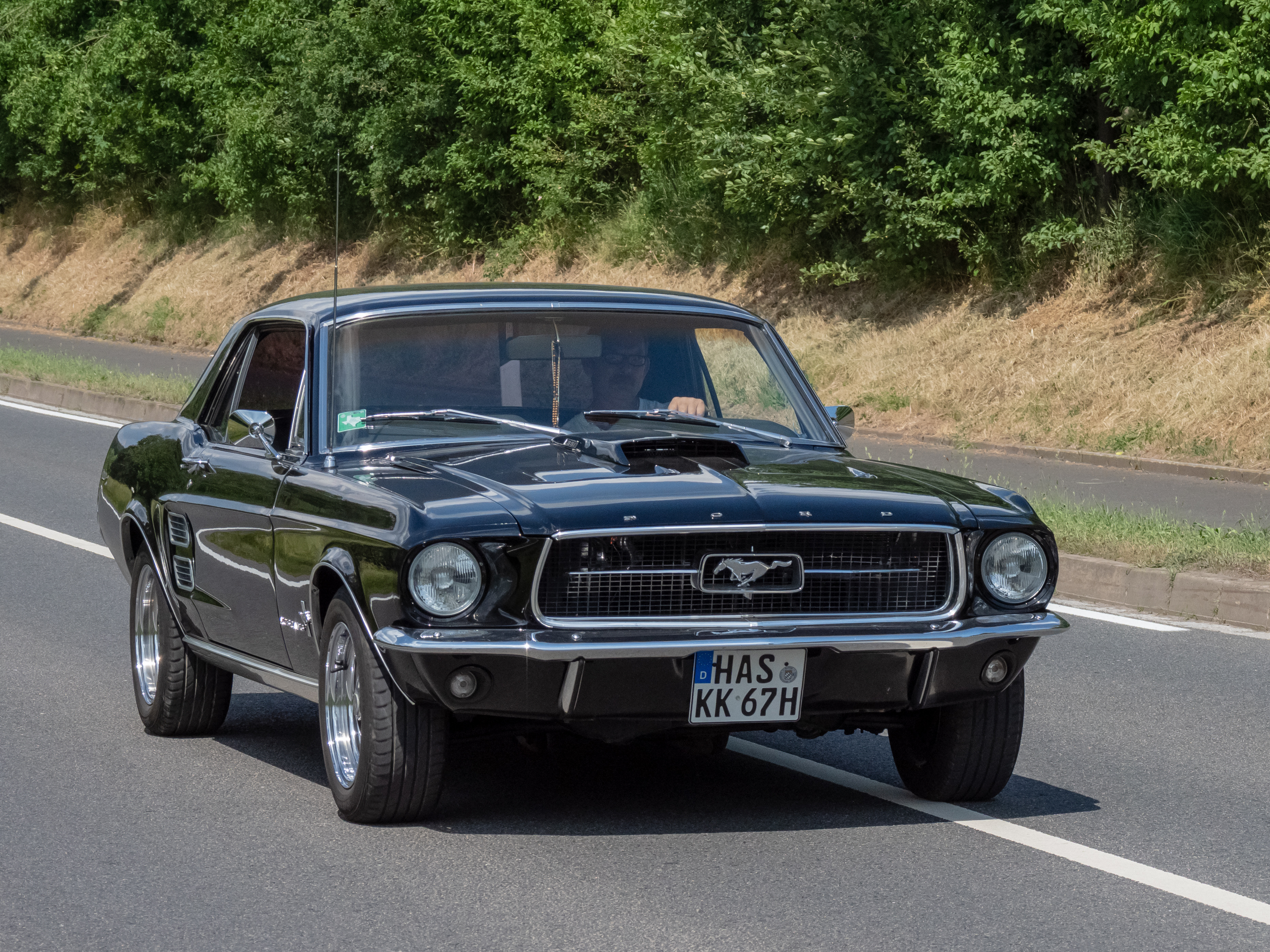
Ford Mustang 1967.

Deux mois auparavant, la narratrice débarquait avec son fils de cinq ans, Kid, à l'aéroport de Denver dans le Colorado pour retrouver son compagnon, Sam, en post-doc à la Colorado School of Mines à Golden, ville de la banlieue de Denver sur les premiers contreforts des Rocheuses. En ce matin de décembre du milieu des années 1990, elle conduit à l'école son fils qui semble s'être très bien adapté à sa nouvelle vie alors qu'elle- même, malgré les réassurances de ses proches, doute de sa propre faculté à se faire à la vie de l'Amérique profonde notamment en raison de son inactivité durant cette année de travail de Sam. Le choc est grand, les doutes profonds, et l'achat d'une Mustang d'occasion – cadeau hautement symbolique de Sam –, s'il permettra d'évoluer dans les zones périurbaines de cette petite ville des États-Unis et de se rendre en son épicentre sur la Main Street, afin de ne pas rester cloîtrée dans sa maison, ne panse qu'imparfaitement la mélancolie et les affres de l'expatriation.
Après quelques semaines, la narratrice réalise qu'un des changements imperceptibles chez Sam est la hauteur de sa voix qui a changé, devenue plus grave et gutturale même en français, renforçant son sentiment de déstabilisation. Parmi les réconforts, elle va régulièrement avec son fils dans une boutique de pierres et minéraux, se liant avec la propriétaire Cassandra qui lui offre une amazonite, et pratique chaque matin de la natation. Obligée de passer son permis de conduire, elle fait la connaissance de la monitrice, Martina, qui cumule plusieurs petits emplois pour joindre les deux bouts, vivant dans un trailer park au seuil de la grande pauvreté avec son fils et un revolver dans la boite à gants.
Les virées en Mustang se font de plus en plus loin, jusqu'au jour où confondant les pédales ou dosant mal l'accélération, la voiture part dans le décor et finit sur le toit, désormais inutilisable.
- IV. Nevermore

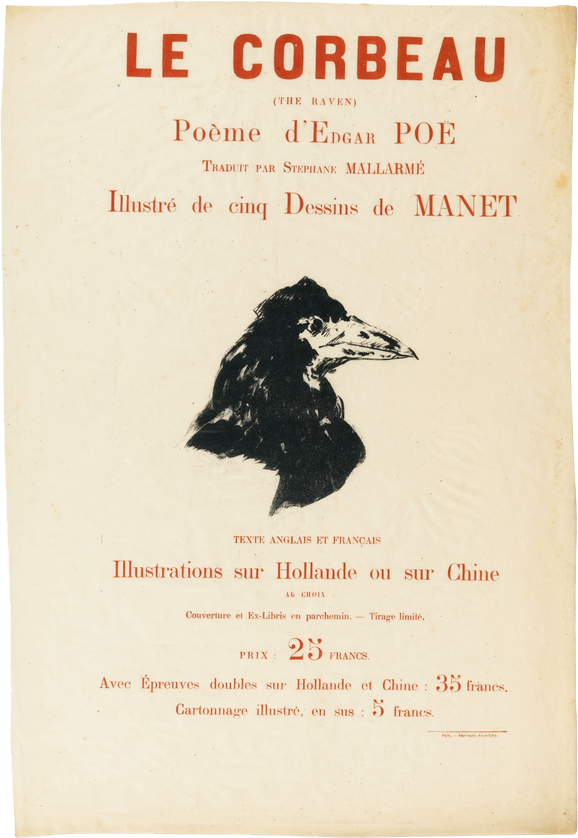
Le Corbeau d'Edgar Allan Poe traduit par Mallarmé.

La narratrice doit enregistrer Le Corbeau d'Edgar Allan Poe traduit par Baudelaire pour les célèbres sœurs Sylvia et Inge Klang, qui ont consacré toute leur vie à la recherche des voix de manière obsessionnelle, les enregistrant compulsivement et les caractérisant par des images poétiques. Ce qui devait être une formalité devient une épreuve, ne réussissant pas soit à poser sa voix, soit à ne pas trébucher sur le texte, malgré ses efforts les prises sont de plus en plus compliquées ce qui commence à provoquer la colère des deux sœurs jusqu'à ce que l'une d'elles identifie le problème : une faille est apparue dans la voix, due à une ancienne lésion sur une corde vocale, que le texte aurait réveillé... In fine sa voix sera étiquetée « canoë clair sur océan sombre ».
- V. Un oiseau léger

Lise demande à son père d'effacer le message du répondeur téléphonique de sa maison, enregistré par sa mère, morte cinq ans plutôt. Celui-ci refuse énergiquement, mais devant le désarroi de sa fille qui lui explique ne plus pouvoir supporter d'entendre la voix aimée et disparue « faire irruption dans le monde des vivants », décide finalement de le faire. Lise se précipite toutefois pour enregistrer le message sur le portable de son père et son propre téléphone afin d'en garder une trace avant son effacement et la « libération de l'oiseau léger ».
- VI. After

Le jour des résultats du bac, la jeune narratrice ressent un immense sentiment de liberté en se disant qu'elle n'aura plus à refaire le chemin du bahut à vélo au milieu d'une zone rurale. Mais rentrée chez elle, c'est l'abattement qui la saisit, restant prostrée en position fœtale sur son lit. Le soir, ses parents et son frère lui font une surprise, au champagne, et lui souhaitent bonne chance pour sa future vie d'étudiante en fac. Puis c'est la fête avec tous ses amis du lycée au milieu d'un champ, avec licence paternelle de faire autant de bruit qu'ils le souhaitent. L'angoisse est pourtant là et ce n'est que grâce au conseil de Vinz qu'elle s'en libère en poussant un cri primal jusqu'à l'évanouissement et la laissant aphone le lendemain.
- VII. Ontario

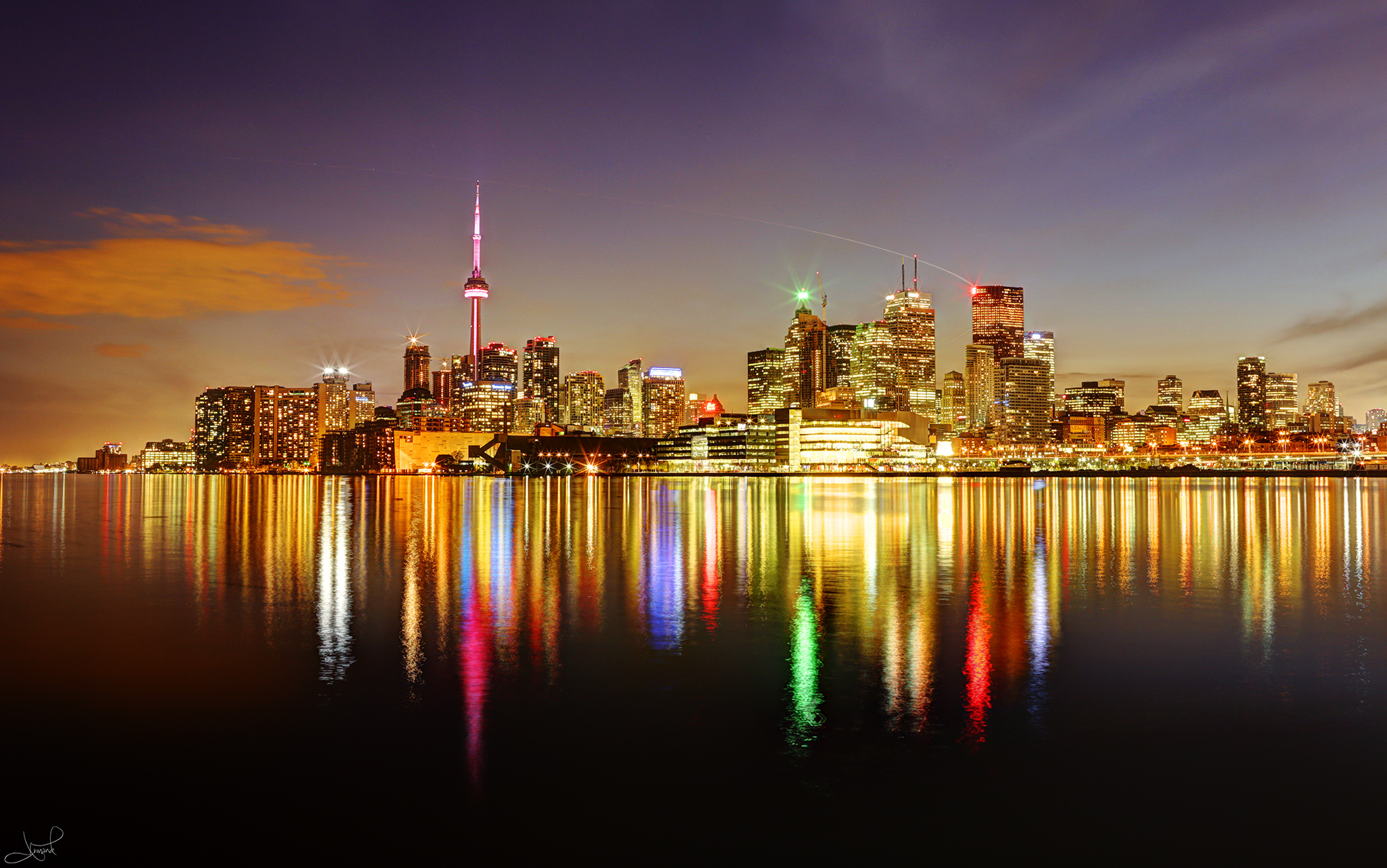
La skyline de Toronto sur le lac Ontario.

La narratrice est invitée au Salon du livre de Toronto et dîne seule dans le restaurant panoramique de l'hôtel qui surplombe le lac Ontario. Elle se remémore son rendez-vous avec Faye, sa traductrice en américain et spécialiste des littératures amérindiennes, avec laquelle un lien d'amitié, voire d'intimité, s'est forgé au cours des années. Les jours précédents, Faye a insisté pour l'emmener faire une virée en bateau sur le lac avec Julius. Alors que le bateau est arrêté au milieu du lac, sans raison apparente, la narratrice découvre Faye penchée au-dessus de l'eau, y déposant son coquelicot du souvenir. Julius lui explique que c'est le lieu précis où elle a perdu sa petite fille des années auparavant.
- VIII. Ariane espace

Alors qu'elle rend visite à Ariane, une femme de 92 ans, pour l'interroger sur un phénomène volant non identifié, la narratrice, une enquêtrice du GEIPAN – un service du CNES –, réfléchit à la fiabilité du témoignage humain tout en mettant en application sa méthodologie Fomec et le recueil d'éléments consistants. Ariane l'invite à la suivre jusque dans un champ voisin où se trouvent d'étranges traces circulaires laissées dans l'herbe brûlée, de type cercles de culture, et lui propose de rester avec elle ce soir car « ils » doivent revenir.

## Accueil critique
À sa parution, Le Monde décrit le livre « brillant et émouvant » comme « un recueil de nouvelles bruissantes de sons et d’émotions, dont chacune résonne du timbre fragile et trouble de son narrateur ». Pour L'Obs, l'auteure redonne aux voix « toute leur puissance et leur netteté dans un recueil de nouvelles plein de bruits et de murmures ». La critique positive de L'Humanité relie ce recueil de nouvelles aux autres livres de Maylis de Kerangal, y décelant des thèmes communs (le canoë, la barque, ou la yole ; les oiseaux ; les minéraux ; les techniques), desquels des « motifs apparaissent et s’effacent, se métamorphosent et se dédoublent en une musicalité subtile » grâce à « son art de faire naître des ponts de texte en texte ». Pour Le Journal du dimanche, le recueil est constitué de « huit récits habités [qui] explore[nt] le timbre de nos voix et ce qu'il dit de nos (en)vies » composés autour d'une novella centrale que le périodique qualifie d'« étourdissante ». Ce jugement également partagé par La Croix, dans une longue critique très enthousiaste, qui voit dans « le superbe Mustang, aux inflexions anglo-saxonnes » le centre d'une « constellation d’histoires [...dans] un geste d'écriture toujours aussi précis et puissamment évocateur » pour un roman polyphonique sur la singularité des voix et ce qu'elles véhiculent – tout à la fois « puissance mémorielle et animalité », « moteurs enfouis de nos existences [et] nos héritages », « voix intérieures [et] voix des disparus » – où symboliquement le canoë constitue « tout à la fois figure itérative traversant les histoires et motif totémique ancestral qui recèle le propos existentiel du recueil ».
Pour la critique littéraire de France Info, ce recueil d'histoires de Maylis de Kerangal est un « un exercice de style réussi » qui « sonde la matérialité de la voix humaine, sa tessiture, ses effets, ses pouvoirs » grâce à un « chœur de femmes » de tout âge et conditions, s'attachant tout particulièrement à utiliser « une langue très travaillée, qui donne à son récit une précision de microscope ». La tribune littéraire du Masque et la Plume, si elle accueille globalement bien le livre, est toutefois plus partagée dans son jugement : d'un côté Olivia de Lamberterie et Patricia Martin sont enthousiastes, la première soulignant la force des projets littéraires de l'écrivaine qu'elle qualifie « d'architecturaux » sans sacrifier à « l'émotion » tandis que pour la seconde c'est un « livre particulièrement réussi ». Pour sa part Arnaud Viviant, s'il reconnait qu'il s'agit « indubitablement de littérature », considère cependant que ce livre est sur cet aspect trop démonstratif et appuyé aboutissant à ce que Pierre Michon définit comme de la « littérature littéraire ». Enfin Jean-Louis Ezine adopte une position médiane considérant que l'auteure, qu'il qualifie de grande spécialiste de la « poésie de la technique », est à son aise avec la forme de la nouvelle – celles-ci possédant toutes des « chutes très réussies » –, mais que le texte est également pour lui « trop travaillé ».

## Éditions
- Éditions Verticales, 2021  (ISBN 9782072945564).